# 東大助教授毒殺事件
東大助教授毒殺事件（とうだいじょきょうじゅどくさつじけん）とは、1950年（昭和25年）に発生した部下の逆恨みによる毒殺事件。

## 経緯
1950年（昭和25年）1月8日、北陸線武生発上野行きの夜行列車に乗っていた東京大学医学部歯科口腔外科教室の助教授（当時39歳）が、小松駅到着直前に持参したウイスキーを飲んだ直後に急変。小松駅に停車後、直ちに駅長室に運ばれ、医者の手当てを受けるも死亡。
小松市の保健所で助教授が持っていたウイスキーが鑑定されたが、毒物は検出されず、助教授の死因は心臓発作となる。ところが夜行列車に同乗していた助手が、石川県警に改めて鑑定を依頼。ウィスキーから青酸カリが検出。また助教授の遺体解剖により、青酸カリ中毒死であることが判明。一転、殺人事件となり、警察の捜査開始。
助教授が持参したウイスキーは、昨年のクリスマスに化学会社の歳暮として贈られたものと判明するが、化学会社は発送していないと否定。やがて警察の捜査線上に、助教授の指導下にある東大医学部小石川分院歯科医員が浮上。2月15日、犯行を告白して逮捕となった。

## 動機
医員は日本歯科医学専門学校入学後、戦時中は海軍歯科見習尉官をへて、復員後、東大附属病院口腔外科専科生となり、東大附属病院に勤務開始。勤務先の看護師と深い関係となるも、やがて院長の世話で見合い結婚。しかし結婚後も看護師との関係を続けていた。医員は助教授に女性関係のだらしなさを批判され、もう面倒を見てやらないと言われ、逆恨みした医員は助教授に対し、戦時中から自身が自決用に保持しており、復員時に持ち帰った青酸ソーダをウイスキーに混入。
医員は一審で無期懲役となるが、二審で懲役15年となり、その後、控訴せず確定。模範囚として8年間弱の服役を終えて出所。服役後、名を変えて開業医となった。